# Üwan
Üwan, duh voda i rijeka kod istočnobrazilskih Indijanaca Tenetehara. Ovaj duh javlja se još i u dva druga opisna naziva: Üžáre, od ü = voda + žare =vlasnik, i Üpóre, od ü = voda + póre =stanovnik. Lokalni neobrazilci identificiraju ga s 'Majkom vode', likom iz brazilskog folklora. Kod Tenetehara Üwan je opisan kao duh koji je uvijek zločudan i zao a izaziva i bolesti.